# 士他令城 (加利福尼亞州)
斯特林城（英語：Stirling City）是位於美國加利福尼亞州比尤特縣的一個人口普查指定地區。

## 地理
斯特林城的座標為39°54′28″N 121°31′41″W / 39.90778°N 121.52806°W，而該地最高點為海拔高度1088米（即3570英尺）。

## 人口
根據2010年美國人口普查的數據，斯特林城的面積為3.051平方千米，當中陸地面積為3.049平方千米，而水域面積為0.002平方千米。當地共有人口295人，而人口密度為每平方千米96人。